# Weinmannia boliviensis
Weinmannia boliviensis är en tvåhjärtbladig växtart som beskrevs av R. E. Fries. Weinmannia boliviensis ingår i släktet Weinmannia och familjen Cunoniaceae. Inga underarter finns listade i Catalogue of Life.